# Blăjel
Blăjel – wieś w Rumunii, w okręgu Sybin, w gminie Blăjel. W 2011 roku liczyła 1781 mieszkańców.